# Club de Fútbol Balaguer
El Club de Fútbol Balaguer es un club de fútbol de España del municipio de Balaguer  (Lérida). Fue fundado en 1916. Actualmente un joven presidente de 29 años, Jaume Estrada Palou exjugador de fútbol de Balaguer Cf- Lleida Esportiu y Binéfar.

## Historia
El fútbol llegó a Balaguer la temporada 1916/17, practicándose en muchos de los colegios escolapios de la capital catalana. Los encuentros se disputaban cada jueves por la tarde, en un campo ubicado detrás del convento de San Francisco (donde se encuentra actualmente el Teatro Municipal). Los jóvenes de Balaguer habían formado un grupo cultural-deportivo llamado "La Colla de la Ronya" (la Pandilla de la Roña), que bien pronto instauró una sección dedicada al fútbol. En 1918 nació el CF Bargussió, primer club destacado de la ciudad. En aquellos años el terreno de juego era el camp de l'Escrivà (campo del Escribano).
En los años 40 la Acción Católica de Balaguer creó un equipo de fútbol llamado C.A.R. El CAR adquirió unos terrenos donde la Compañía de Ferrocarril de Mollerusa había desmontado la línea existente, eliminando el campo de, donde se construyó la parroquia de Balaguer. En 1945 nació la Agrupació Deportiva Balaguer, que en 1960 se renombró como Club de Fútbol Balaguer. En el año 1953 se inauguró su nuevo campo municipal. Durante las décadas de los 40 y 50 el equipo jugaba en la Primera Territorial.
En 1957 ascendió por primera vez a la Tercera División, donde hasta el año 1967 se podían contabilizar siete temporadas en esta categoría. No fue hasta la temporada 1984/85 que el primer equipo del C.F. Balaguer volvía a quedar campeón de la Primera Territorial., y conseguía el ascenso a la nueva categoría de Territorial Preferente. El equipo retornó a la Tercera División en 1987.
La temporada 1990/91, con Josep Maria Gonzalvo en el banquillo consiguió el campeonato de Tercera División, ganándose el derecho a disputar el play-off de ascenso a la Segunda División B. La temporada 2000/01 fue una de las más destacadas del club ya que acabó segundo en la Tercera División y ganó la Copa Catalunya frente al Fútbol Club Barcelona en el Camp d'Esports de Lérida.

## Estadio
El Club de Fútbol Balaguer tiene a disposición por parte del ayuntamiento el Orinal.

## Datos del club
- Temporadas en 3ª División: 30

Clasificación histórica:
| - 1957-58: 14.º - 1960-61: 11.º - 1961-62: 12.º - 1962-63: 16.º - 1964-65: 5.º - 1965-66: 6.º - 1966-67: 15.º - 1987-88: 11.º - 1988-89: 15.º |  | - 1989-90: 12.º - 1990-91: 1.º - 1991-92: 2.º - 1992-93: 8.º - 1993-94: 5.º - 1994-95: 7.º - 1995-96: 7.º - 1996-97: 18.º - 1998-99: 5.º |  | - 1999-00: 1.º - 2000-01: 2.º - 2001-02: 13.º - 2002-03: 20.º - 2004-05: 7.º - 2005-06: 9.º - 2006-07: 8.º - 2007-08: 10.º - 2008-09: 16.º |  | - 2009-10: 9.º - 2010-11: 15.º - 2011-12: 12.º |  |  |

## Palmarés

### Torneos nacionales
- 3ª División: 2 veces campeón (1990-91, 1999-00), 2 veces subcampeón (1991-92, 2000-01)
- Copa Federación: Subcampeón en 1995

### Torneos autonómicos
- Copa Cataluña: Campeón en 2000-01